# Abbots Deuglie

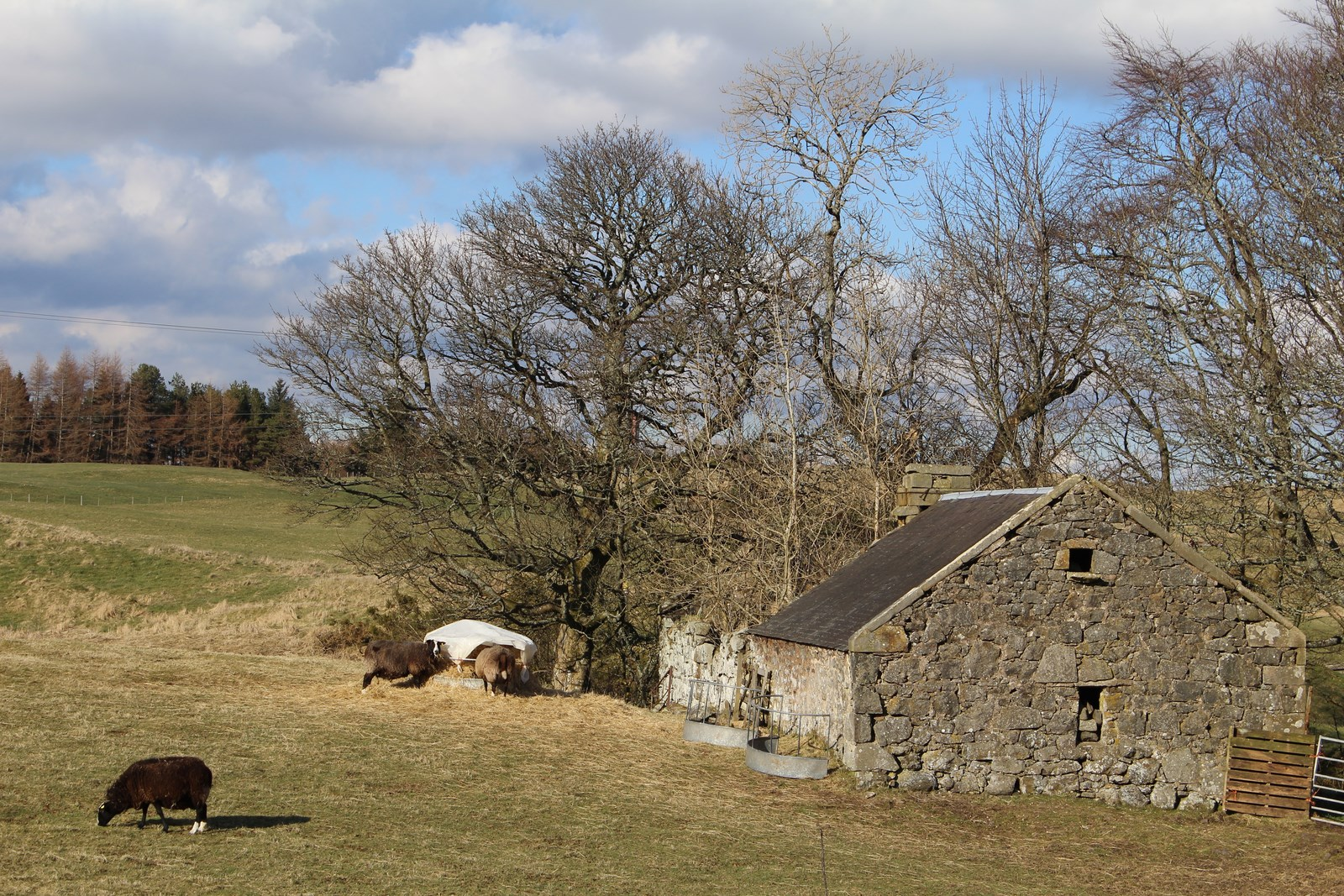
Verlassene Scheune im Ort

Abbots Deuglie ist eine kleine Ortschaft, die im Norden von Schottland zwischen Inverness im Norden und Perth im Südosten in der Council Area Perth and Kinross liegt. Im Rahmen der historischen Gliederung Schottlands in Civil Parishes zählt es zu Arngask, das zu Perthshire gehörte.

## Geographie
Abbots Deuglie liegt in einem ländlich geprägten Raum, nördlich oberhalb des Flusses Farg. Die nächstgrößere Ortschaft ist Glenfarg im Südosten. Hier mündet der Farg in den River Earn.

## Historisches
Der Namensbestandteil Abbot ist die englische Bezeichnung für einen Abt. Er verweist darauf, dass im Mittelalter das Kloster Cambuskenneth Abbey den Grundbesitz im Ort innehatte.
Unter den wenigen Häusern des Ortes findet sich das Abbots Deuglie House. Seit 1971 ist es als Listed Building der Kategorie B ausgewiesen und steht somit unter Denkmalschutz.